# Livin’ on a Prayer (Гриффины)
Livin’ on a Prayer («Жизнь по молитве») — двенадцатая серия десятого сезона мультсериала «Гриффины». Премьерный показ состоялся 29 января 2012 года на канале FOX.

## Сюжет
Стьюи на представлении знакомится со Скотти Дженнингсом, родители которого рады тому, что их сын нашёл себе друга. Мать Скотти, Хоуп, предлагает новым друзьям ходить в гости друг к другу. Скотти играет со Стьюи в трансформерами, Брайан пытается присоединиться к ним, но Стьюи попросту выгоняет того из комнаты.
Продолжая играть уже в холле, Скотти неожиданно теряет сознание, Лоис немедленно отвозит малыша в больницу, где доктор Хартман сообщает ей, что у Скотти рак, который, к счастью, можно излечить. В этот момент в больницу подъезжают родители Скотти, Хоуп и Бен, которые говорят о том, что Лоис не следовало отвозить Скотти в больницу, они и сами знают, что у их ребёнка заболевание. Лоис ничего не может понять, но супруги объясняют, что они состоят в христианской науке и придерживаются исключительно духовной помощи и не признают медицину. Хоуп и Бен забирают Скотти домой.
Уже дома Лоис за семейным столом говорит о том, что она возмущена поведением Бена и Хоуп, тогда Брайан с Питером решают сходить вместе в дом Дженнигсонов, чтобы поговорить с ними. Но Хоуп и Бен продолжают настаивать на своем: лишь религия поможет их сыну излечиться от рака. В конце концов, Брайан уводит Гриффинов обратно домой, говоря о том, что спорить с Дженнигсонами бесполезно.
Дома Лоис не находит себе места. Она приглашает Джо, который говорит о том, что нет такого закона, который обязывал бы родителей отводить своего ребёнка к врачу. Тогда Лоис предлагает Питеру выкрасть Скотти поздно ночью для того, чтобы отвезти его в больницу. Украв ребёнка, Лоис с Питером направляются в больницу, в этот момент по телевизору в новостях уже сообщают о краже ребёнка, Брайан не может поверить, что Лоис способна на это.
Приехав к больнице, Лоис с Питером оказываются в ловушке — больница окружена полицейскими. Лоис говорит о том, что готова сесть в тюрьму, только бы ребёнок получил лечение. Сейчас же около больницы появляются Хоуп и Бен, которые просят отдать своего ребёнка обратно. Лоис говорит о том, что, возможно, медицина — есть ответ бога на их молитвы, так почему же не позволить Скотти передать в руки профессионалов. Хоуп и Бен соглашаются с Лоис, Бен отправляется на лечение.
Уже позднее становится известно, что Скотти пошёл на поправку, а Стьюи завёл себе нового друга, прокажённого.

## Рейтинги
- Рейтинг эпизода составил 3.1 среди возрастной группы 18—49 лет.
- Серию посмотрело порядка 5.92 миллиона человек.
- Серия стала самой просматриваемой в ту ночь «Animation Domination» на FOX, победив по количеству просмотров новые серии «Симпсонов», «Шоу Кливленда» и «Американского Папаши!».[1]

## Критика
- Эпизод получил в основном положительные отзывы.
- Кевин МакФарланд из A.V. Club дал эпизоду оценку B-, говоря о том, что создать эпизод с религиозным сюжетом довольно-таки трудно. Он оценил вставки, особенно с мэром Адамом Вестом. Тем не менее, он раскритиковал шутку с Графом Дракулой, проверяющим кровь своей жертвы на ВИЧ.[2]
- Кейт Мун из TV Fanatic дала ещё более положительный отзыв, говоря о том, что создатели в этом эпизоде сделали «подлинное сообщение». Кейт дала эпизоду 4.3/5 баллов.[3]